# Championnat du monde féminin de cyclo-cross des moins de 23 ans
Le championnat du monde féminin de cyclo-cross des moins de 23 ans a lieu dans le cadre des championnats du monde de cyclo-cross de l'Union cycliste internationale depuis 2016. Il est disputé par les coureuses âgées de 19 à 22 ans.
La gagnante de la course est sacrée championne du monde de sa catégorie et revêt un maillot arc-en-ciel qu'elle porte lors des épreuves de cyclo-cross de sa catégorie jusqu'à la veille de la ré-attribution du titre lors des championnats du monde suivants. La première lauréate est la Britannique Evie Richards.
Jusqu'en 2019, cette épreuve était également ouverte aux coureuses juniors qui n'avaient pas encore de course de championnat du monde dans leur catégorie. 

## Palmarès
| Édition | Or                       | Argent             | Bronze            |
| ------- | ------------------------ | ------------------ | ----------------- |
| 2016    | Evie Richards            | Nikola Nosková     | Maud Kaptheijns   |
| 2017    | Annemarie Worst          | Ellen Noble        | Evie Richards     |
| 2018    | Evie Richards (2)        | Ceylin Alvarado    | Nadja Heigl       |
| 2019    | Inge van der Heijden     | Fleur Nagengast    | Ceylin Alvarado   |
| 2020    | Marion Norbert-Riberolle | Blanka Vas         | Anna Kay          |
| 2021    | Fem van Empel            | Aniek van Alphen   | Blanka Vas        |
| 2022    | Puck Pieterse            | Shirin van Anrooij | Fem van Empel     |
| 2023    | Shirin van Anrooij       | Zoe Bäckstedt      | Kristýna Zemanová |
| 2024    | Zoe Bäckstedt            | Kristýna Zemanová  | Leonie Bentveld   |
| 2025    | Zoe Bäckstedt (2)        | Marie Schreiber    | Leonie Bentveld   |

## Tableau des médailles
| Rang | Nation          | Or | Argent | Bronze | Total |
| ---- | --------------- | -- | ------ | ------ | ----- |
| 1    | Pays-Bas        | 5  | 4      | 5      | 14    |
| 2    | Grande-Bretagne | 4  | 1      | 2      | 7     |
| 3    | France          | 1  | 0      | 0      | 1     |
| 4    | Tchéquie        | 0  | 2      | 1      | 3     |
| 5    | Hongrie         | 0  | 1      | 1      | 2     |
| 6    | États-Unis      | 0  | 1      | 0      | 1     |
| 6    | Luxembourg      | 0  | 1      | 0      | 1     |
| 8    | Autriche        | 0  | 0      | 1      | 1     |